# Siège d'Odawara (1569)
Pour les articles homonymes, voir Siège d'Odawara.
Le deuxième siège d'Odawara a lieu en 1569. Après avoir échoué à s'emparer de Hachigata et des châteaux de Takiyama, Takeda Shingen s'avance néanmoins contre la capitale forteresse du clan Go-Hōjō d'Odawara. Le siège ne dure que trois jours, après quoi les forces Takeda incendient la ville et se retirent. Le château d'Odawara lui-même ne tombe pas et reste aux mains des Hōjō.

## Source de la traduction
- (en) Cet article est partiellement ou en totalité issu de l’article de Wikipédia en anglais intitulé « Siege of Odawara (1569) » (voir la liste des auteurs).